# N-(4-aminofenil)-acetamida
N-(4-aminofenil)-acetamida é o composto orgânico de fórmula C8H10N2O e massa molecular 150,17858. É classificado com o número CAS 122-80-5.